# Charles Landon Knight

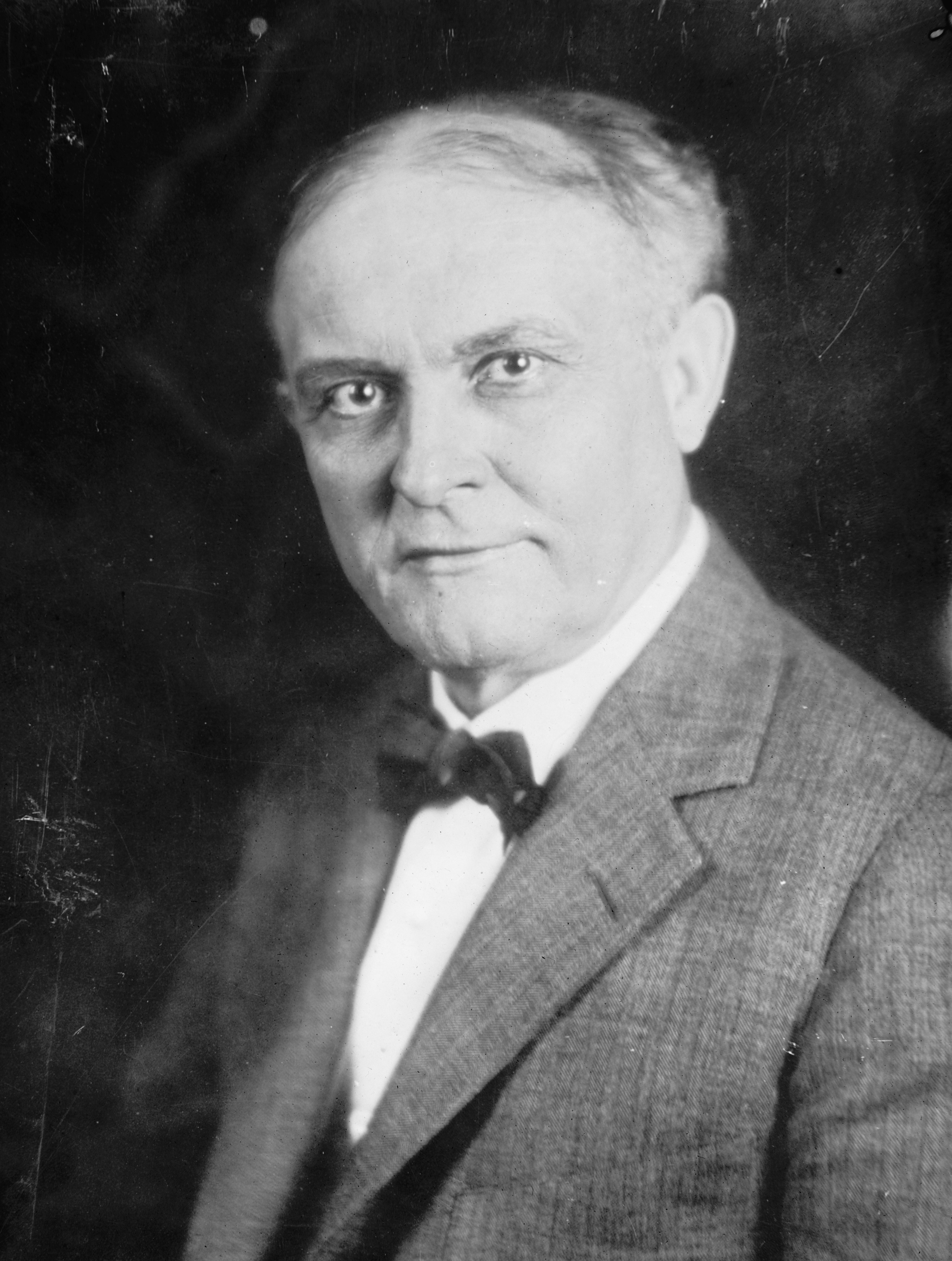
Charles Landon Knight

Charles Landon Knight (* 18. Juni 1867 bei Milledgeville, Baldwin County, Georgia; † 26. September 1933 in Akron, Ohio) war ein US-amerikanischer Politiker. Zwischen 1921 und 1923 vertrat er den Bundesstaat Ohio im US-Repräsentantenhaus.

## Werdegang
Charles Knight besuchte zunächst öffentliche Schulen und danach bis 1889 die Vanderbilt University in Nashville (Tennessee). Nach einem Jurastudium an der Columbia University in New York City und seiner 1892 erfolgten Zulassung als Rechtsanwalt begann er in Bluefield (West Virginia) in diesem Beruf zu arbeiten. Zuvor hatte er Anfang der 1890er Jahre zeitweise in Europa studiert. Ab 1896 war er auch im Zeitungsgeschäft tätig. Von 1896 bis 1900 arbeitete er für die Philadelphia Times; von 1900 bis 1933 war er Herausgeber und Verleger des Beacon Journal in Akron. Außerdem war er in der Viehzucht tätig. Politisch schloss er sich der Republikanischen Partei an. In den Jahren 1916 und 1924 nahm er als Delegierter an den jeweiligen Republican National Conventions teil.
Bei den Kongresswahlen des Jahres 1920 wurde Knight im 14. Wahlbezirk von Ohio in das US-Repräsentantenhaus in Washington, D.C. gewählt, wo er am 4. März 1921 die Nachfolge des Demokraten Martin Davey antrat. Bis zum 3. März 1923 konnte er eine Legislaturperiode im Kongress absolvieren. Im Jahr 1922 bewarb sich Knight erfolglos um die Nominierung seiner Partei für die anstehende Gouverneurswahl in Ohio. Nach seiner Zeit im US-Repräsentantenhaus arbeitete er wieder in der Zeitungsbranche. Er starb am 26. September 1933 in Akron, wo er auch beigesetzt wurde. Mit seiner Frau Clara Irene Shively hatte er zwei Söhne, die ebenfalls erfolgreich in der Medienwelt waren und die Mediengesellschaft Knight Ridder gründeten.